# رابعه عدویه
رابعه عَدَویّه لقب گرفته به تاجُ الرجال با کنیهٔ امُ الخیر (زاده: ۷۱۳ میلادی برابر ۹۵–۹۴ قمری - درگذشته: ۸۰۱ میلادی برابر ۱۸۵–۱۸۴ قمری) بانوی صوفی و شاعر عربی در سدهٔ دوم هجری بود. آن گونه که وی از خدادوستی سروده‌است برمی‌آید که از شوق به خدا و آگاهی بر دریافتن زیبایی ازلی اوست نه از ترس عذاب یا طمع در ثواب او.
او دختر «اسماعیل عدوی قیسی» بود. نام او را از این جهت رابعه گذاشتند که فرزند چهارم خانواده بود. رابعه یکی از کسانی است که فریدالدین عطار در کتاب تذکره الاولیایش از او یاد کرده‌است. رابعه ربودهٔ جذبات الهیه و در طریقت جذبه اش بر سلوک غلبه داشت. او طبع شاعری هم داشته و اشعاری در عشق به خدا سروده‌است.
وی را با صوفیانی چون حسن بصری، ابراهیم ادهم، سفیان ثوری و مالک دینار هم‌دوره دانسته‌اند. اما هم‌دوره بودن و شاید دیدار رابعهٔ عدویه با حسن بصری قابل تردید است، زیرا حسن بصری در سال ۱۱۰ هجری فوت نموده‌است. احتمالاً با حسن بصری دیگری هم‌دوره بوده‌است.
محل دفن او را به اشتباه در رأس طور زیت در قریهٔ طور در شرق بیت‌المقدس دانسته‌اند که محل دفن رابعه شامیه است. رابعهٔ عدویه احتمالاً در بصره مدفون است.

## در نگاه دیگران
عطار نیشابوری: «آن مخدرهٔ خدر خاص، آن مستورهٔ ستر اخلاص، آن سوختهٔ عشق و اشتیاق، آن شیفتهٔ قرب و احتراق، آن نایب مریم صفیه، آن مقبول رجال، رابعهٔ عدویّه – رحمها الله تعالی – اگر کسی گوید که ذکر او در صف رجال چرا کردی؟ گوییم خواجهٔ انبیا – علیه الصلوة والسلام – می‌فرماید که «ان الله لا ینظر الی صورکم»، کار به صورت نیست به نیّت نکوست… چون زن در راه خدای – تعالی – مرد باشد او را زن نتوان گفت.»
قدمعلی سرامی: «پیش از رابعه، کسی از حب و محبت الهی سخن نگفته بود. درواقع او نخستین عارفی است که این مضمون را به معنای حقیقی و تام و تمام کلمه و نه صرفاً به لحاظ تعبیر لفظی آن مفهوم که کاربردی زبانی و ظاهری است، در تصوف و عرفان اسلامی وارد کرد و به علاوه به قولی «جسارت ورزیده، میان مفهوم حب و مفهوم خلّت (صمیمیت و یکرنگی) که هرکه بدان درجت در دوستی حق رسید طاعت از وی برخیزد و حکم تکلیف از او ساقط می‌گردد، وفق داد و بدین‌گونه غوغایی برانگیخت و گشاینده راه دور و دراز و پرخطری شد که حسین‌بن منصور حلاج با پیمودنش بر سر دار رفت.»

## سخنانی از رابعه عدویه
رابعه گفت: یا بنی آدم! از دیده به حق منزلی نیست و از زبان‌ها بدو راه نیست؛ و سمع، شاهراه زحمت گویندگان است و دست و پای، سکان حیرتند و کار با دل افتاده‌است. بکوشید تا دلی بیدار به دست آرید که چون دل بیدار شد او را به یار حاجت نیست؛ یعنی دل بیدار آن است که در حق گم شده‌است و هرکه گم شد با یار چه کند؟ الفناء فی الله اینجا بود.
گفتند: بنده کی راضی شود؟ گفت: آنگاه که از محنت شاکر شود، چنان‌که از نعمت.
گفتند: حضرت عزّت را دوست داری؟ گفت: دارم. گفتند: شیطان را دشمن داری؟ گفت: از دوستی رحمن با عداوت شیطان نمی‌پردازم.
گفت: ثمره معرفت، روی به خدای – عزّ و جل – آوردن است.
سفیان از رابعه پرسید: بهترین چیزی که بنده به آن به خدای تعالی تقرّب جوید کدام است؟ گفت: آنکه بداند که بنده از دنیا و آخرت غیر وی را دوست نمی‌دارد.
گوید: اگر همه دنیا از آنِ مردی بود، آن مرد به آن غنی نبود. گفتند چگونه است؟ گفت: زیرا دنیا فنا پذیرد.